# Bouleuse
Bouleuse é uma comuna francesa na região administrativa do Grande Leste, no departamento de Marne. Estende-se por uma área de 4.11 km², e possui 217 habitantes, segundo o censo de 2018, com uma densidade de 53 hab/km².